# ليناريس
ليناريس (بالبرتغالية: Linhares‏) هي بلدية تقع في البرازيل في إسبيريتو سانتو (البرازيل). يقدر عدد سكانها بـ 157,814 نسمة ومساحتها 9,501.6 كم2 وترتفع عن سطح البحر 33 متر.

## أعلام
- فينيسيوس تيشيرا
- فابيانو إلر
- غوستافو بريدا رودريغوس
- تياجو
- ماركوس بيريرا